# تولیپا
تولیپا (انگلیسی: Tulipa؛ زادهٔ ۱۶ اکتبر ۱۹۷۲) بازیکن فوتبال اهل پرتغال است.
از باشگاه‌هایی که در آن بازی کرده‌است می‌توان به باشگاه ورزشی فارنسی، باشگاه ورزشی سالامانکا، باشگاه فوتبال پاسوژ د فریرا، باشگاه فوتبال سالگیروش، باشگاه فوتبال فلگوئیراس، باشگاه ورزشی ماریتیمو، باشگاه فوتبال ریو آوه، باشگاه فوتبال بلننسس، و باشگاه فوتبال بوآویشتا اشاره کرد.
وی همچنین در تیم‌های ملی فوتبال زیر ۲۰ سال پرتغال، زیر ۲۱ سال پرتغال و پرتغال بازی کرده‌است.